# Little Girl Blue
Cet article concerne la chanson. Pour l'album de Nina Simone, voir Jazz As Played in an Exclusive Side Street Club. Pour le film franco-belge, voir Little Girl Blue (film).
Little Girl Blue est une chanson de 1935 avec une musique de Richard Rodgers et des paroles de Lorenz Hart. C'est un standard de pop et de jazz. La chanson a été popularisée par Gloria Grafton dans la comédie musicale Jumbo.

## Reprises
De nombreux artistes ont repris ce titre dont :
- The Afghan Whigs
- Louis Armstrong
- Chet Baker
- Polly Bergen - Little Girl Blue (1955)
- Donald Byrd - Byrd in Flight (Blue Note 1960)
- Ann Hampton Callaway - To Ella with Love (1996)
- The Carpenters - Lovelines (1989)
- Rosemary Clooney - Rosemary Clooney Sings Rodgers, Hart & Hammerstein (1990)
- Sam Cooke - My Kind of Blues (1961)
- Doris Day - Billy Rose's Jumbo (1962)
- Ethel Ennis - Eyes for You (1964)
- Ella Fitzgerald - Ella Fitzgerald Sings the Rodgers & Hart Songbook (1956)
- The Four Freshmen - Love Lost (2004)
- Judy Garland - Alone (1957)
- Red Garland - A Garland of Red (Prestige 1956)
- Grant Green - Oleo avec Sonny Clark
- Eddie Harris - Exodus to Jazz
- Johnny Hartman - And I Thought About You (1959)
- Coleman Hawkins - Body and Soul (1956)
- Milt Jackson - Reverence and Compassion (1993)
- Harry James
- Joni James
- Keith Jarrett - Standards in Norway
- Janis Joplin - I Got Dem Ol' Kozmic Blues Again Mama! (1969, les paroles de cette version ont été réarrangées)
- Morgana King
- Diana Krall - From This Moment On (2006)
- Stacey Kent - Dreamsville (2001)
- Brenda Lee - Reflections in Blue (1964)
- John Lewis - The John Lewis Piano (1957)
- Hank Mobley - Mobley's Message (Prestige 1956)
- Gerry Mulligan et Jon Eardley - California Concerts (1954)
- Laura Mvula - Music from and Inspired by 12 Years a Slave (2013)
- Anita O'Day - Anita O'Day and Billy May Swing Rodgers and Hart (1960)
- Oscar Peterson - My Favorite Instrument (solo piano)
- The Postal Service (remix de la version de Nina Simone)
- Sue Raney - Sue Raney, Volume II (2004)
- Linda Ronstadt - For Sentimental Reasons (1986)
- Diana Ross - Touch Me in the Morning (1973)
- Carly Simon - My Romance (1990)
- Nina Simone (le titre de cette chanson fut donné à l'album.)
- Frank Sinatra - Songs for Young Lovers (1954)
- Sarah Vaughan - Sarah Vaughan Sings Broadway: Great Songs from Hit Shows (1958)
- Nancy Wilson - Hello Young Lovers (1962)